# 托羅區

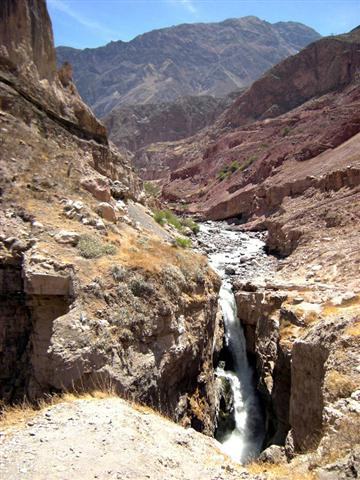

托羅區（西班牙語：Distrito de Toro），是秘魯的一個區，位於該國南部阿雷基帕大區的拉烏尼翁省，始建於1835年5月4日，面積391.44平方公里，海拔高度2,964米，2005年人口1,205，人口密度每平方公里3.1人。